# 주빌로 이와타
주빌로 이와타(일본어: ジュビロ磐田 쥬비로 이와타[*], Júbilo Iwata)는 일본 시즈오카현 이와타시를 연고지로 두고 있는 J리그 소속 프로 축구팀으로 같은 연고지 구단 시미즈 에스펄스와의 시즈오카 더비로 유명하다. J1리그에서는 3번의 우승과 3번의 준우승을 차지했고 AFC 챔피언스리그 엘리트에서도 1번의 우승과 2번의 준우승을 차지했으며 구단명인 주빌로(Júbilo 주빌루[*])는 포르투갈어로 '환희'라는 뜻이다.

## 역사
1972년에 야마하 발동기 축구팀으로 JSL에 참가했다. 1982년 천황배 우승과 함께 JSL 2부 리그 우승으로 1부로 승격했고, 1987~1988년 시즌에는 JSL 우승을 차지했다. 하지만 J리그가 만들어질 때는 팀 프로화 문제 때문이 승격을 포기했다.
1993년 JFL 1부 준우승으로 1994년에 J리그로 승격. 일본 축구 국가대표팀 경력이 있는 한스 오프트를 감독으로, 브라질 대표팀 출신 둥가를 영입했다. 둥가의 축구 철학은 팀에 큰 영향을 주었다.
1993부터 2000년까지 이와타는 외국 용병 대신 주로 일본 국내 선수로 좋은 성적을 거뒀다. 대부분 우승 기록을 이 기간 동안 냈다. 또 1999년에는 아시안 클럽 챔피언십을 차지해 해외에서도 좋은 성적을 냈다.
이와타는 기존의 수많은 J리그 기록들을 깨고 다시 세웠다. 1998년에는 한 경기 최다점수차 승리팀(9:1/1998년 세레소 오사카전), 한 시즌 최다득점 구단(108골, 1998년) 기록을 세웠고, 2001년도에는 한 시즌 최소실점 구단(26골, 2001년) 기록을 세웠다. 2002년에는 J리그 사상 처음으로 전후기 리그 스테이지를 모두 우승했으며, J리그 베스트일레븐에 같은 팀 선수가 7명이나 뽑히는 영광을 얻었다. 이 기록들은 아직도 깨지지 않고 있다.
2003년의 천황배 우승 후 주빌로는 선수층이 노령화되었음에도 불구하고 젊은 피의 활약이 전무하면서 성적이 하락했고, 급기야 2007 시즌은 9위라는 최악의 성적으로 마감했다. 같은 연고지 팀인 시미즈 에스펄스가 이와타보다 좀 더 인기를 얻고 있다. 2008년에는 16위를 기록, 리그 교체전에서 베갈타 센다이를 이기고 J1에 잔류하는 등 세 시즌 연속 10위권 이하의 성적을 기록하였으나 2010년 나비스코컵에서 우승하여 과거의 명성을 되찾고 있다.

## 선수 명단

### 현역
참고: FIFA 자격 규정에 따라 소속된 국가대표팀 국기를 표시합니다. 선수는 복수의 FIFA 비회원국 국적을 가지고 있을 수 있습니다.
| 번호 | 포지션 | 국적         | 이름              |
| ---- | ------ | ------------ | ----------------- |
| 1    | GK     |              | 핫타 나오키       |
| 2    | DF     |              | 나카무라 다이스케 |
| 5    | DF     |              | 사쿠라우치 나기사 |
| 7    | MF     |              | 우에다 고타       |
| 8    | MF     | 우즈베키스탄 | 포질 무사에프     |
| 9    | MF     |              | 오타 요시아키     |
| 10   | MF     |              | 나카무라 슌스케   |
| 11   | MF     |              | 마쓰우라 다쿠야   |
| 13   | MF     |              | 미야자키 도모히코 |
| 14   | MF     |              | 마쓰모토 마사야   |
| 15   | MF     |              | 아다이우통        |
| 16   | FW     |              | 사이토 가즈키     |
| 18   | FW     |              | 오가와 코키       |
| 19   | MF     |              | 야마다 히로키     |
| 20   | FW     |              | 가와마타 겐고     |

| 번호 | 포지션 | 국적 | 이름                |
| ---- | ------ | ---- | ------------------- |
| 21   | GK     |      | 크지슈토프 카민스키 |
| 22   | MF     |      | 마쓰이 다이스케     |
| 23   | MF     |      | 야마모토 고스케     |
| 24   | DF     |      | 오가와 다이키       |
| 25   | DF     |      | 오미나미 타쿠마     |
| 26   | MF     |      | 후지카와 코타로     |
| 27   | MF     |      | 아라키 다이고       |
| 30   | MF     |      | 우에하라 리키야     |
| 31   | GK     |      | 시무라 고           |
| 33   | DF     |      | 후지타 요시아키     |
| 34   | MF     |      | 하리가야 타케아키   |
| 35   | DF     |      | 모리시타 슌         |
| 36   | GK     |      | 미우라 류키         |
| 37   | FW     |      | 나카노 세이야       |
| 38   | MF     |      | 이토 히로키         |
| 40   | MF     |      | 가와베 하야오       |
| 41   | DF     |      | 다카하시 쇼헤이     |

- 가와시마 에이지(2024 ~ )
- 오모리 고타로(2020 ~ )

## 역대 감독
| 감독                     | 임기      |
| ------------------------ | --------- |
| 한스 우프트              | 1994~1996 |
| 루이스 펠리피 스콜라리   | 1996~1997 |
| 아지우송 지아스 바치스타 | 2006~2007 |
| 우치야마 아쓰시          | 2007~2008 |
| 한스 우프트              | 2008      |
| 야나기시타 마사아키      | 2009~2012 |
| 세키즈카 타카시          | 2013      |
| 나나미 히로시            | 2014~2019 |
| 요코우치 아키노부        | 2023~2024 |
| 존 허친슨                | 2024~     |

## 역대 우승

### J리그
- J1리그 : 1997, 1999, 2002년
- 천황배 : 2003년
- J리그컵: 1998년, 2010년
- 슈퍼컵 : 2000, 2003, 2004년

### 일본 사커 리그
- JSL 2부 : 1982년
- JSL 1부 : 1987-1988 시즌
- JFL 1부 : 1992년

### 해외
- 아시안 클럽 챔피언십: 1999년
- 아시안 슈퍼컵: 1999년